# Metropolitana di Panama
La metropolitana di Panama (in spagnolo: Metro de Panamá) è un sistema di trasporto rapido che serve la capitale dell'omonimo Stato centro-americano. Collega il sud e l'est dell'area metropolitana al centro della città. La metropolitana è stata inaugurata il 5 aprile 2014 ed è entrata in funzione il giorno successivo.
La metropolitana è stata costruita per alleviare la congestione del traffico tra la città e il distretto di San Miguelito e per offrire ai pendolari una valida alternativa al trasporto su strada, poiché il sistema di trasporto Metrobus soffriva di molteplici problemi.
La metropolitana funziona sette giorni su sette e 365 giorni all'anno. I suoi orari sono dal lunedì al venerdì dalle 05:00 alle 23:00, il sabato dalle 05:00 alle 22:00 e la domenica e i festivi dalle 07:00 alle 22:00.
La metropolitana di Panama fa parte di un importante "Piano generale nazionale" per migliorare i trasporti a Panama e nella parte occidentale del paese, che comprende la costruzione di altre tre linee della metropolitana e una linea di metropolitana leggera. Finora sono state costruite due linee.
La linea 1 è lunga 15,8 chilometri e serve quattordici stazioni con una quindicesima stazione in fase di pianificazione. La linea 2 è stata aperta parzialmente e temporaneamente dal 14 al 17 gennaio 2019 per la settimana della Giornata Mondiale della Gioventù e inaugurata completamente e permanentemente il 2019 aprile dello stesso anno. Copre un tratto di 22 chilometri e serve sedici stazioni.
San Miguelito è la stazione di interscambio tra le due linee.

## Rete
La rete è composta da due linee con le seguenti caratteristiche:
| Linea  | Percorso                      | Inaugurazione | Lunghezza (km) | Numero di stazioni | Tipologia     |
| ------ | ----------------------------- | ------------- | -------------- | ------------------ | ------------- |
| L1     | San Isidro - Albrook          | 2014          | 15,8 km        | 14                 | Metropolitana |
| L2     | San Miguelito - Nuevo Tocumen | 2019          | 22 km          | 16                 | Metropolitana |
| Totale | Totale                        | Totale        | 37,8 km        | 30                 |               |

## Storia

### Linea 1

#### Sviluppo
Il governo di Panama ha indetto gare d'appalto per un contratto per la costruzione del sistema metropolitano. I governi di Brasile e Taiwan si sono offerti di investire nel progetto. Dopo un'ispezione approfondita di tutte le proposte per la costruzione del sistema ferroviario, il consorzio Línea Uno, che comprende la spagnola Fomento de Construcciones y Contratas (FCC), ha vinto l'appalto.
Nell'ottobre 2009, il consorzio POYRY/Cal y Mayor y Asociados ha vinto il contratto per la consulenza per lo sviluppo del progetto, e nel gennaio 2010, Systra si è aggiudicata un contratto per creare progetti infrastrutturali dettagliati.
La prima fase del progetto consisteva nella pianificazione, nella stima dei costi e nella fattibilità tecnica. La seconda fase consisteva in diversi studi del suolo, topografia e raffinazione della domanda. Entrambe le fasi sono state avviate ed eseguite simultaneamente alla fine del 2009.

#### Costruzione
Nel dicembre 2010, il governo ha finalmente assegnato la gara d'appalto per la costruzione della metropolitana. La terza e la quarta fase del progetto si sono svolte tra il 2011 e il 2012 e sono consistite nella costruzione di tutti i viadotti e le stazioni e nel trasferimento dei servizi pubblici. Il centro di controllo che supervisiona tutte le operazioni della metropolitana e la supervisione automatica dei treni è stato fornito da Thales, insieme all'infrastruttura di rete e alle soluzioni di comunicazione e sicurezza tra cui CCTV, telefonia, citofono, radio TETRA, informazioni visive e audio per i passeggeri e rilevamento incendi.
A settembre 2013, la costruzione della linea 1 era completa al 92%, il che ha permesso una corsa di prova con parte del materiale rotabile.

#### Costo
La costruzione della Linea 1 è costata 1,452 miliardi di dollari. L'autorità responsabile della pianificazione, costruzione ed esecuzione del progetto aveva un budget di $ 200 milioni per l'anno 2012. Nel dicembre 2011, la Secretaría del Metro de Panamá ha chiarito che il costo aggiornato del progetto è di 1,880 miliardi di dollari, compresi i trasferimenti di servizi pubblici e i costi di ingegneria e gestione del progetto.

#### Prime operazioni
Il 5 aprile 2014 è stata aperta la linea 1 e sono stati effettuati i primi viaggi con passeggeri sul nuovo sistema. Il giorno successivo, la linea entrò in servizio attivo per il trasporto passeggeri.  Nel suo primo anno di attività, il sistema trasportava in media 200.000 persone al giorno, il 25% in più di quanto previsto.
Il segmento iniziale della linea 1 della metropolitana di Panama correva su un percorso prevalentemente nord-sud, da Los Andes alla stazione degli autobus di Albrook (dove si trova l'officina di manutenzione del sistema), e si estendeva su 13,7 chilometri (8,5 miglia) di percorso, di cui 7,2 chilometri (4,5 miglia) sotterranei e 6,5 chilometri (4,0 miglia) sopraelevati.  Inizialmente, la linea 1 aveva 11 stazioni passeggeri: 5 sopraelevate, 5 sotterranee e 1 a livello; Altre 3 stazioni sono state aggiunte in seguito. La dodicesima stazione, Lotería, che era la sesta stazione della metropolitana, è stata inaugurata il 27 agosto 2014. La stazione della metropolitana El Ingenio, situata tra la stazione sotterranea Fernández de Córdoba e la prima stazione sopraelevata, 12 de Octubre, era originariamente prevista per l'apertura nell'agosto 2014, ma è stata aperta l'8 maggio 2015.
La stazione capolinea settentrionale originale della metropolitana era Los Andes.  Tuttavia, era una stazione temporanea poiché il governo aveva approvato un'estensione della linea 1 fino a un'ultima stazione sopraelevata a San Isidro.  Anche San Isidro era originariamente prevista per l'apertura nell'agosto 2014, ma alla fine è stata aperta il 15 agosto 2015.  L'estensione a San Isidro ha aggiunto 2,1 chilometri (1,3 miglia) di percorso al sistema e ha esteso la lunghezza totale del percorso della metropolitana a 15,8 chilometri (9,8 miglia).

### Linea 2

#### Sviluppo
Il 16 maggio 2014, tre diversi consorzi hanno offerto diverse proposte per la progettazione, la stima dei costi e la fattibilità tecnica della Linea 2 del sistema.  Dopo aver effettuato un'indagine dettagliata di tutte le proposte, il segretario della Metro de Panama ha annunciato il 12 luglio 2014 che il consorzio PML2, che comprende la spagnola "Ayesa Ingeniería y Arquitectura", la "Barcelona Metro" e l'americana "Louis Berger Group", si era aggiudicato il contratto. Il progetto doveva costare 2.200 miliardi di dollari, ma finì per costare solo 1,857 miliardi di dollari.
Il contratto di costruzione è stato assegnato al Consorzio Linea 2, formato da Odebrecht dal Brasile e FCC dalla Spagna, lo stesso consorzio che ha costruito la Linea 1 della metropolitana di Panama. La costruzione è iniziata ufficialmente nel settembre 2015.  Originariamente, la linea 2 doveva essere consegnata nell'aprile 2019, ma poiché Panama ospitava la giornata mondiale della gioventù nel gennaio 2019, la costruzione è stata accelerata e una nuova data di consegna è stata annunciata per il 31 dicembre 2018 per servire il milione di turisti che avrebbero dovuto partecipare al vertice. Tuttavia, nel 2018, uno sciopero del lavoro durato un mese ha eroso oltre 900 milioni di dollari dalla cifra annuale del PIL e ha causato la stessa quantità di perdite. Ciò ha posticipato la data di consegna alla data di consegna originale. Tuttavia, il primo test eseguito con 12 treni per 8 ore è stato condotto il 28 dicembre, con un'apertura parziale il 15 gennaio con cinque stazioni per la vetta. La linea è stata poi chiusa di nuovo e riaperta alla data originale.  Nell'agosto 2018, è stato annunciato che la linea 2 avrebbe operato parzialmente da Corredor Sur a San Miguelito 24 ore al giorno durante il vertice. Nel gennaio 2019 è stato annunciato che la linea 2 sarebbe stata aperta dal 18 al 28 gennaio, con cinque stazioni operative, di cui 42 ore di funzionamento continuo il 26 e il 27.
La linea 2 è stata formalmente inaugurata il 25 aprile 2019.

## Progetti di espansione
La metropolitana è prevista per estendersi a 10 linee, così come una linea secondaria per l'aeroporto di Tocumen e ITSE, entro il 2040 o il 2035.  Le prime cinque linee saranno linee della metropolitana, con le ultime tre linee di tram, un sistema simile a una cabinovia per San Miguelito e una linea monorotaia per la città pianificata di Panama Pacifico, a Panama Oeste.

### Linea 1 (metro)
La linea 1 si estenderà di una stazione fino a Villa Zaita a nord di San Isidro e la stazione di Curundu aprirà nel 2024.

### Linea 2 (metro)
La linea 2 correrà per 29 km (18 miglia) da Parque Urraca, nel quartiere di Punta Pacifica, a Felipillo, e sarà costruita in tre fasi.  La prima fase andrà da San Miguelito a Nuevo Tocumen. La prima fase di costruzione ha richiesto quattro anni. La costruzione della linea 2 è iniziata il 5 ottobre 2015, con una durata prevista di 44 mesi.
La seconda fase (linea 2A) estenderà quindi la linea da San Miguelito a Parque Urraca o Punta Pacifica, nel sud di Panama. Sarà quasi completamente sotterranea. La linea 2A sarà lunga solo 9 km, ma poiché la costruzione di una linea metropolitana sotterranea costa tre volte di più che costruirla una linea metropolitana sopraelevata, la linea 2A potrebbe costare quanto la linea 2.  La fase finale estenderà la linea di una stazione, da Nuevo Tocumen a Felipillo.  La fase 1 è lunga 21 km (13 miglia) e, a partire da settembre 2018, la nuova linea era completa all'85%, consentendo corse di prova fino alla stazione di Cerro Viento con quattro treni (5 carrozze). A novembre 2018, i test hanno coperto l'intera durata della fase 1. Quattordici treni erano operativi nella Giornata Mondiale della Gioventù nel gennaio 2019 in modalità manuale a una velocità massima di 40 km / h (25 mph). Nel normale funzionamento, i treni viaggeranno autonomamente a 70 km / h (43 mph) con il macchinista che supervisionerà solo i sistemi del treno. Viene proposta una diramazione che inizierebbe sulla stazione di Condado del Rey e correrebbe lungo la Via Centenario fino a raggiungere MERCA Panama.
La linea 2 è stata inaugurata formalmente il 25 aprile 2019.

### Linea 3 (monorotaia)
La linea 3 avrà 14 stazioni e andrà dalla stazione di Albrook ad Arraiján, Nuevo Chorrillo fino al capolinea di Ciudad del Futuro. La lunghezza totale sarà di 26,7 km (16,6 mi). ] I negoziati con il governo giapponese sono iniziati nel 2012 con la visita del presidente Ricardo Martinelli in Giappone Nel 2014, in un incontro tenuto da Fumio Kishida, ministro degli Esteri giapponese e Francisco Alvarez de Soto, ministro degli Esteri di Panama, è stata rilasciata una dichiarazione congiunta che includeva "Panama City Urban Transportation Line-3 Project".  Nell'aprile 2016, è stato annunciato che la linea 3 sarebbe stata finanziata da un prestito del governo giapponese e avrebbe utilizzato la tecnologia giapponese con treni della monorotaia Hitachi. La linea 3 sarà costruita in due fasi, con la seconda fase che avrà il suo capolinea a La Chorrera.
Nippon Koei Co, una società di consulenza giapponese, è responsabile della gestione del progetto della linea 3 della metropolitana di Panama.
Nell'ottobre 2018 è stato annunciato che era stato raggiunto un accordo con Hitachi per fornire treni monorotaia Hitachi e porte di banchina per la linea 3 ad un costo di oltre 800 milioni di dollari. La costruzione della linea è iniziata nel 2021 e dovrebbe terminare entro il 2025

### Linee 4 e 5 (metro)
Le ultime due linee della metropolitana, la linea 4 e la linea 5, andranno da Pedregal – Via Israel e Costa Del Este a Obarrio, rispettivamente.

### Linee 6, 7 e 8 (tram)
Le restanti linee saranno linee di tram. La linea 6 andrà da Albrook a Ciudad de la Salud. La linea 7 sarà orientata verso i turisti e attraverserà il quartiere di Casco Antiguo. La linea 8 andrà da Don Bosco a Villa Zaita.

### Linea 9 (monorotaia)
La linea 9 sarà una monorotaia, attraverserà la città pianificata di Panama Pacifico e si collegherà con la linea 3.

### Linea 10 (cabinovia)
La linea rimanente sarà simile a un sistema simile a un cabinovia e attraverserà il quartiere di San Miguelito.